# 菲兴根 (图尔高州)
菲兴根（德語：Fischingen）是瑞士圖爾高州明希维伦区的一个市镇。总面积30.7平方公里，总人口2680人（2017年12月31日），人口密度87人/平方公里。